# 威清衛
威清衛是明代的一個衛所，洪武二十三年六月置，屬貴州都司